# Jerzy Janiszewski (grafik)

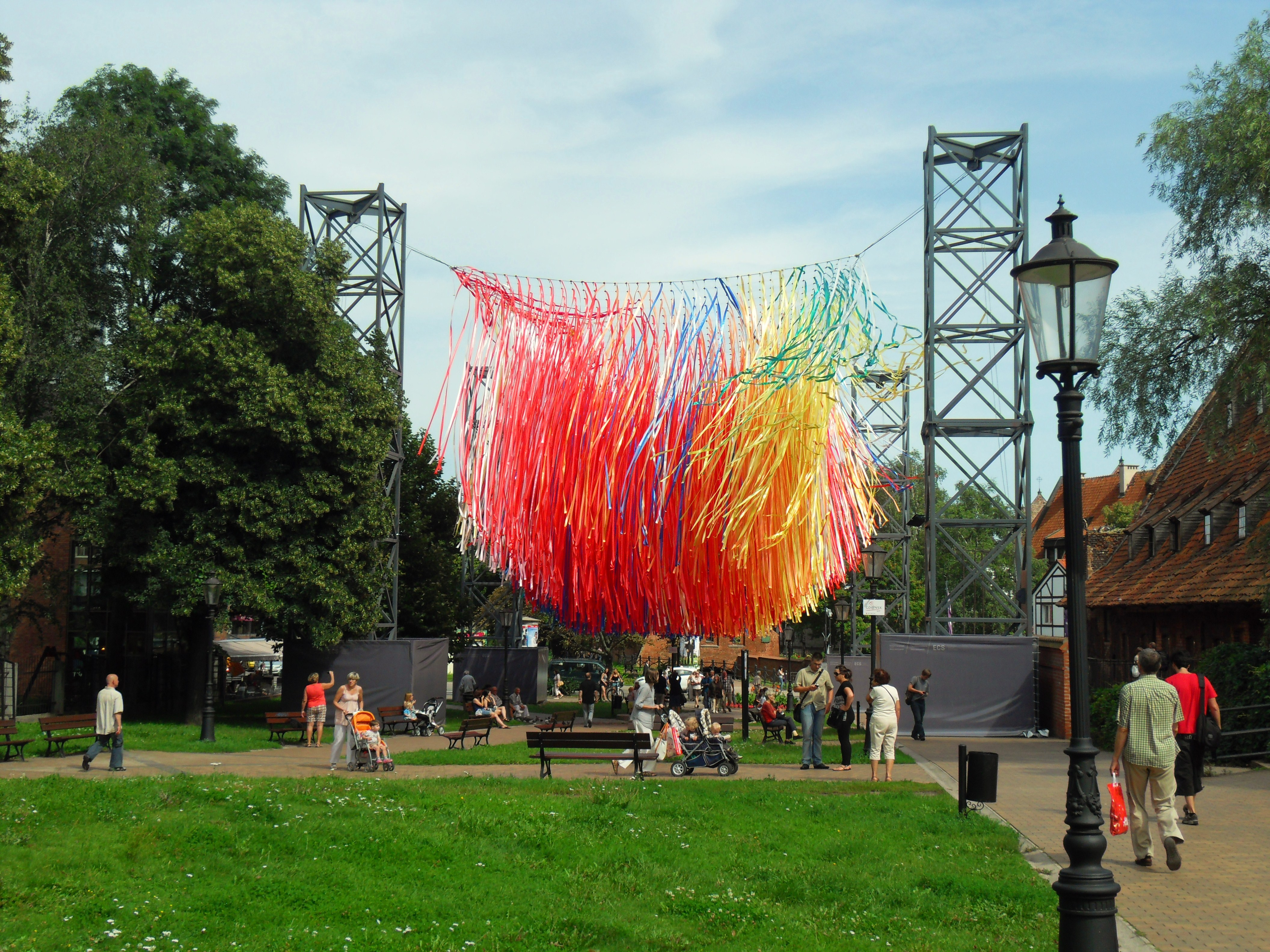
Instalacja Jerzego Janiszewskiego „Koncert na wstążki” w Gdańsku

Jerzy Janiszewski (ur. 11 marca 1952 w Płocku) – polski grafik, działacz opozycji w okresie PRL, twórca znaku graficznego „Solidarności”.

## Życiorys
Absolwent Państwowego Liceum Sztuk Plastycznych im. Wojciecha Gersona w Warszawie. W 1976 ukończył studia na Wydziale Projektowania Graficznego Państwowej Wyższej Szkoły Sztuk Plastycznych w Gdańsku. Zawodowo zajął się działalnością w zawodzie projektanta i grafika.
W okresie wydarzeń sierpnia 1980 brał udział w strajku w Stoczni Gdańskiej, zajmował się m.in. drukiem strajkowego biuletynu informacyjnego. Zaprojektował w tym czasie logo strajkujących o treści „Solidarność”, słowo to zostało wybrane po rozmowach w kręgu jego znajomych poetów. Po zaakceptowaniu projektu sto pierwszych plakatów rozklejono na terenie Stoczni Gdańskiej, rozdano także kilka podkoszulków z logiem. Po powołaniu związku zawodowego napis ten został oficjalnym symbolem NSZZ „Solidarności”. Znak ten wkrótce stał się jednym z najbardziej rozpoznawalnych znaków graficznych na świecie. Jerzy Janiszewski otrzymał legitymację nr 1 i honorowe członkostwo w „S”. Zaprojektował dla tego związku zawodowego m.in. winietę „Tygodnika Solidarność” i logo Dni Sierpniowych Gdańsk-Gdynia '81. W 1981 otrzymał Grand Prix Biennale Plakatu w Katowicach.
W trakcie stanu wojennego wyemigrował do Niemiec, uzyskał stypendium we Francji. Później osiedlił się w Hiszpanii, gdzie założył własne studio. Zajął się projektowaniem m.in. plakatów filmowych i teatralnych, a także stron internetowych. Przygotował logo polskiej prezydencji w Unii Europejskiej (2011), nowe logo dla Sejmu RP (2015) oraz logo obchodów 40-lecia porozumień sierpniowych (2020).

## Odznaczenia i wyróżnienia
Odznaczony Krzyżem Kawalerskim Orderu Odrodzenia Polski (2006). W 2011 wyróżniony Nagrodą Prezydenta Miasta Gdańska „Neptuny”.